# Крылов, Виктор Иванович
Виктор Иванович Крыло́в (24 января 1874, Костромская губерния — 10 июля 1928, Ленинград) — русский педагог, общественный деятель, краевед, директор Карельского государственного краеведческого музея (1925—1928).

## Биография
Родился в семье священника Иоанна Симеоновича Крылова (1833-1900) в селе Борщино Костромского уезда Костромской губернии.
Окончил духовное училище и духовную семинарию. После окончания в 1900 году исторического отделения Казанской духовной академии, преподавал историю и географию в Олонецкой духовной семинарии, в Олонецком епархиальном женском училище, с 1906 года преподавал в Петрозаводской учительской семинарии.
Являлся членом и секретарём Общества изучению Олонецкой губернии.
В 1914 году был избран гласным Петрозаводской городской думы от преподавательского состава учительской семинарии.
После февральской революции 1917 года вошёл в руководство учительского союза («союза учащих») Петрозаводска, являлся одним из организаторов петрозаводского отделения партии кадетов.
- С 1918 по 1919 гг. — заведующий организационным отделом Петрозаводского союза кооперативов, редактор «Олонецкого кооператора».
- С 1919 по 1920 гг. — член правления и председатель Петрозаводского союза кооперативов.
- С 1920 по 1921 гг. — председатель правления Карельского союза кооперативов.
- С 1921 по 1922 гг. — член правления Олонецкого союза кооперативов, редактор газеты «Кооперативная жизнь Карелии»
- С 1923 по 1924 гг. — секретарь Каронегсоюза[2].

В 1925―1928 годах ― директор Карельского государственного краеведческого музея.
Редактировал журналы «Олонецкий кооператор», «Известия общества изучения Карелии», «Экономика и статистика Карелии». Автор статей по вопросам краеведения.
Умер в Ленинграде в больнице «имени Жертв революции». Похоронен в Ленинграде 10 июля 1928 года.

## Семья
Жена — Софья Дмитриевна (дев. Любецкая), дочь смотрителя Петрозаводского духовного училища Д. И. Любецкого (1846—1915). Дети — Виктория, Виктор.

## Сочинения
- Николай Феофилактович Лесков (1871—1915). — Петрозаводск, 1916
- А. П. Воронов (1864―1912) (Прошлые и настоящие деятели по изучению Карелии) // «Известия общества изучения Карелии». 1924. № 2
- О работе Онежской научной экспедиции (по докладу профессора С. А. Советова) // «Экономика и статистика Карелии». 1927. № 1―3
- Научно-исследовательская деятельность в Карелии за минувшее десятилетие. 1917―1927 гг. // «Экономика и статистика Карелии». 1928. № 1.